# Amentotaxus argotaenia
Amentotaxus argotaenia – gatunek krzewu z rodziny cisowatych (Taxaceae). Występuje w południowo-wschodniej części Chin. Rośnie w lasach na wysokościach od 300 do 1100 m n.p.m. Gatunek narażony na wymarcie. 

## Morfologia
PokrójKrzew o wysokości 2–7 m z szeroko rozpościerającymi się pędami. Młode pędy oliwkowo-zielone.
LiścieLancetowate i skórzaste. Mają od 3 do 11 cm długości i 6–11 mm szerokości. Na szczycie są słabo zaostrzone lub tępe. Wyrastają naprzeciwlegle i skierowane są do przodu. Od góry są ciemnozielone, z wyraźną, centralną wiązką przewodzącą. Od spodu posiadają dwie wyraźne, białe linie szparek.
Organy generatywneZebrane w rozdzielnopłciowe strobile wyrastające na końcach pędów. Strobile męskie mają postać długich do 5–6 cm, zwisających kłosokształtnych gron wyrastających pojedynczo lub w skupieniach do 3. Strobile żeńskie wyrastają pojedynczo na dolnej stronie gałązek na długich, zwisających szypułach. Strobile są kuliste do owalnych o długości do 2,5 cm i szerokości do 1,3 cm. U nasady zawierają mięsiste łuski początkowo barwy oliwkowo-zielonej, później żółtoczerwonej. Zawierają pojedyncze, bezskrzydełkowe nasiono do 1,3 cm długości, otoczone osnówką niemal w całości z wyjątkiem wierzchołka.